# Brinkumer See
Der Brinkumer See ist ein Baggersee in der Gemeinde Stuhr, Landkreis Diepholz, Niedersachsen. Er hat eine fast genau rechteckige Form und befindet sich unmittelbar nördlich der Autobahn A 1, wenige Kilometer westlich von Bremen.
Der See wird vom Sportfischerverein Bremen-Stuhr als Angelgewässer genutzt. 2013 wurden Bestände von Barsch, Hecht, Karpfen, Rotauge und Rotfeder aus dem See gemeldet.